# 미스 인터내셔널
미스 인터내셔널(영어: Miss International, Miss International Beauty, International Beauty Pageant, 일본어: ミス・インターナショナル・コンテスト)은 일본이 주도하여 매년 열리는 세계에서 참가자를 선발, 미인을 뽑는 미인대회로 미스 유니버스, 미스 월드, 미스 어스와 함께 세계 4대 미인대회이다.

## 타이틀 보유자
| 년도 | 미스 인터내셔널 우승 (1위)      | 준우승                           | 준우승                                | 준우승                      | 준우승                        | 개최지         | 참가자 |
| 년도 | 미스 인터내셔널 우승 (1위)      | 2위                              | 3위                                   | 4위                         | 5위                           | 개최지         | 참가자 |
| ---- | ------------------------------- | -------------------------------- | ------------------------------------- | --------------------------- | ----------------------------- | -------------- | ------ |
| 2000 | 베네수엘라 비비안 우르다네타    | 대한민국 손태영                  | 러시아 스베틀라나 고레바              | 수여되지 않음               | 수여되지 않음                 | 일본, 도쿄     | 56     |
| 2001 | 폴란드 마우고자타 로즈니에츠카  | 베네수엘라 아우라 잠브라노       | 러시아 타티아나 파블로바              | 수여되지 않음               | 수여되지 않음                 | 일본, 도쿄     | 52     |
| 2002 | 레바논 크리스티나 사와야        | 프랑스 엠마 야고진스키           | 일본 우루시마 하나                    | 수여되지 않음               | 수여되지 않음                 | 일본, 도쿄     | 47     |
| 2003 | 베네수엘라 고이제르 아수아      | 인도 쇼날리 나그라니             | 핀란드 수비 하틀린                    | 수여되지 않음               | 수여되지 않음                 | 일본, 도쿄     | 45     |
| 2004 | 콜롬비아 제이미 파올라 바르가스 | 미국 에이미 린 홀브룩            | 그리스 올가 키프리오투                | 수여되지 않음               | 수여되지 않음                 | 중국, 베이징   | 58     |
| 2005 | 필리핀 라라 퀴가만              | 도미니카 공화국 야디라 기어라    | 핀란드 수잔나 레인                    | 수여되지 않음               | 수여되지 않음                 | 일본, 도쿄     | 52     |
| 2006 | 베네수엘라 다니엘라 디 자코모   | 파나마 메이테 산체스 곤잘레스    | 대한민국 장윤서                       | 수여되지 않음               | 수여되지 않음                 | 중국, 베이징   | 53     |
| 2007 | 멕시코 프리실라 페랄레스        | 그리스 데스포이나 블레파키       | 벨라루스 율리아 신제예바              | 수여되지 않음               | 수여되지 않음                 | 일본, 도쿄     | 61     |
| 2008 | 스페인 알레한드라 안드레우      | 콜롬비아 크리스티나 디아스       | 폴란드 안나 타르노프스카              | 중국 리우창원               | 체코 주주나 푸트나르조바      | 중국, 마카오   | 63     |
| 2009 | 멕시코 아나가브리엘라           | 대한민국 서은미                  | 영국 클로이-베스 모건                 | 수여되지 않음               | 수여되지 않음                 | 중국, 청두     | 65     |
| 2010 | 베네수엘라 엘리자베스 모스케라  | 태국 피야폰 디징                 | 중국 위안쓰이                         | 수여되지 않음               | 수여되지 않음                 | 중국, 청두     | 69     |
| 2011 | 에콰도르 페르난다 코르네호      | 베네수엘라 제시카 바르보자       | 몽골 투그수 이데르사이칸              | 푸에르토리코 데지레 델 리오 | 파나마 케이티 드레넌          | 중국, 청두     | 67     |
| 2012 | 일본 요시마츠 이쿠미            | 핀란드 비비 수오미넨             | 스리랑카 마두샤 마야둔                | 도미니카 공화국 멜로디 미르 | 파라과이 니콜 후버            | 일본, 오키나와 | 69     |
| 2013 | 필리핀 베아 산티아고            | 네덜란드 나탈리 덴 데커          | 뉴질랜드 케이시 던 래들리             | 헝가리 브리기타 외트뵈시    | 콜롬비아 로레나 에르미다      | 일본, 도쿄     | 72     |
| 2014 | 푸에르토리코 발레리 에르난데스  | 콜롬비아 줄레이카 수아레스       | 태국 푸니카 쿨순톤루트                | 영국 빅토리아 투비          | 핀란드 밀라 롬파넨            | 일본, 도쿄     | 73     |
| 2015 | 베네수엘라 에디마르 마르티네스  | 온두라스 제니퍼 발레             | 케냐 유니스 온양고                    | 베트남 투이 반              | 미국 린제이 베커              | 일본, 도쿄     | 70     |
| 2016 | 필리핀 카일리 버조사            | 오스트레일리아 알렉산드라 브리튼 | 인도네시아 펠리시아 황                | 니카라과 브리아니 차모로    | 미국 카이트리아나 라인바흐    | 일본, 도쿄     | 69     |
| 2017 | 인도네시아 케빈 릴리아나        | 퀴라소 샤넬 드 라우              | 베네수엘라 다이아나 크로체            | 오스트레일리아 앰버 듀      | 일본 츠츠이 나츠키            | 일본, 도쿄     | 69     |
| 2018 | 베네수엘라 마리엠 벨라스코      | 필리핀 마리아 아티사 마날로      | 남아프리카 공화국 레아베츠웨 세초아로 | 루마니아 비앙카 티르신      | 콜롬비아 아나벨라 카스트로    | 일본, 도쿄     | 77     |
| 2019 | 태국 빈트 시리톤 레아람와트     | 멕시코 안드레아 토스카노         | 우간다 에블린 나마토부                | 콜롬비아 마리아 알레한드라  | 영국 해리엇 레인              | 일본, 도쿄     | 82     |
| 2022 | 독일 자스민 셀베르그            | 카보베르데 스테파니 아마도       | 페루 타티아나 칼멜 델 솔라            | 콜롬비아 나탈리아 로페스    | 도미니카 공화국 셀린느 산토스 | 일본, 도쿄     | 66     |
| 2023 | 베네수엘라 안드레아 루비오      | 콜롬비아 소피아 오시오           | 페루 카밀라 디아스                    | 필리핀 니콜 보로메오        | 볼리비아 바네사 헤이즈        | 일본, 도쿄     | 70     |
| 2024 | 베트남 후인 티 탄 투이          | 볼리비아 카밀라 로카             | 스페인 알바 페레스                    | 베네수엘라 사크라 게레로    | 인도네시아 소피 키라나        | 일본, 도쿄     | 71     |
| 2025 |                                 |                                  |                                       |                             |                               | 일본, 도쿄     |        |

## 국가별 우승 횟수
- 기준: 2024년

| 횟수 | 국가 |
| ---- | --- |
| 9    | 베네수엘라 |
| 6    | 필리핀 |
| 3    | 독일, 미국, 스페인, 영국, 오스트레일리아, 콜롬비아, 폴란드 |
| 2    | 노르웨이, 멕시코, 코스타리카, 푸에르토리코 |
| 1    | 과테말라, 그리스, 네덜란드, 뉴질랜드, 레바논, 브라질, 아르헨티나, 아이슬란드, 에콰도르, 유고슬라비아, 인도네시아, 일본, 태국, 파나마, 포르투갈, 프랑스, 핀란드, 베트남 |

## 대한민국의 역대 출전자

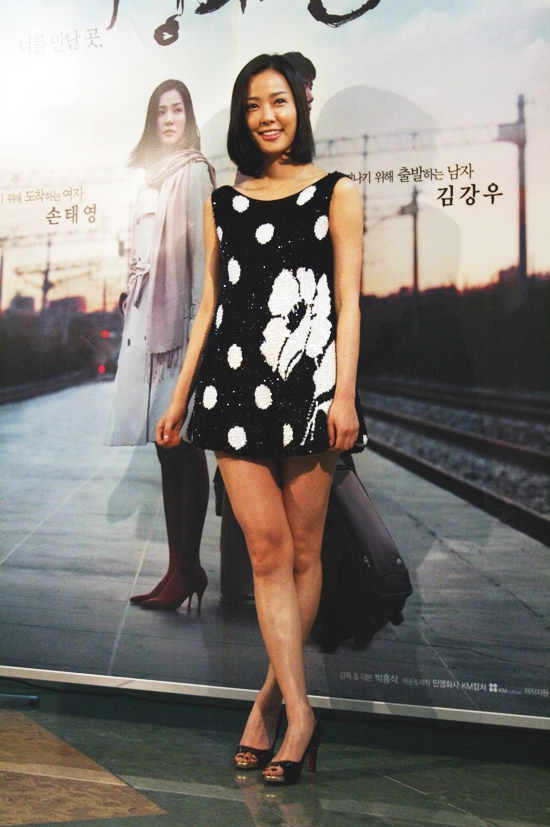
미스 인터내셔널 2000 대회에 대한민국 대표로 출전한 미스코리아 미 손태영.

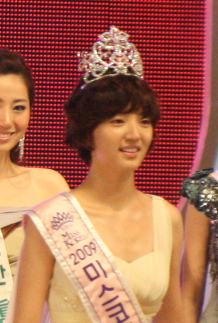
미스 인터내셔널 2009 대회에 대한민국 대표로 출전한 미스코리아 선 서은미.

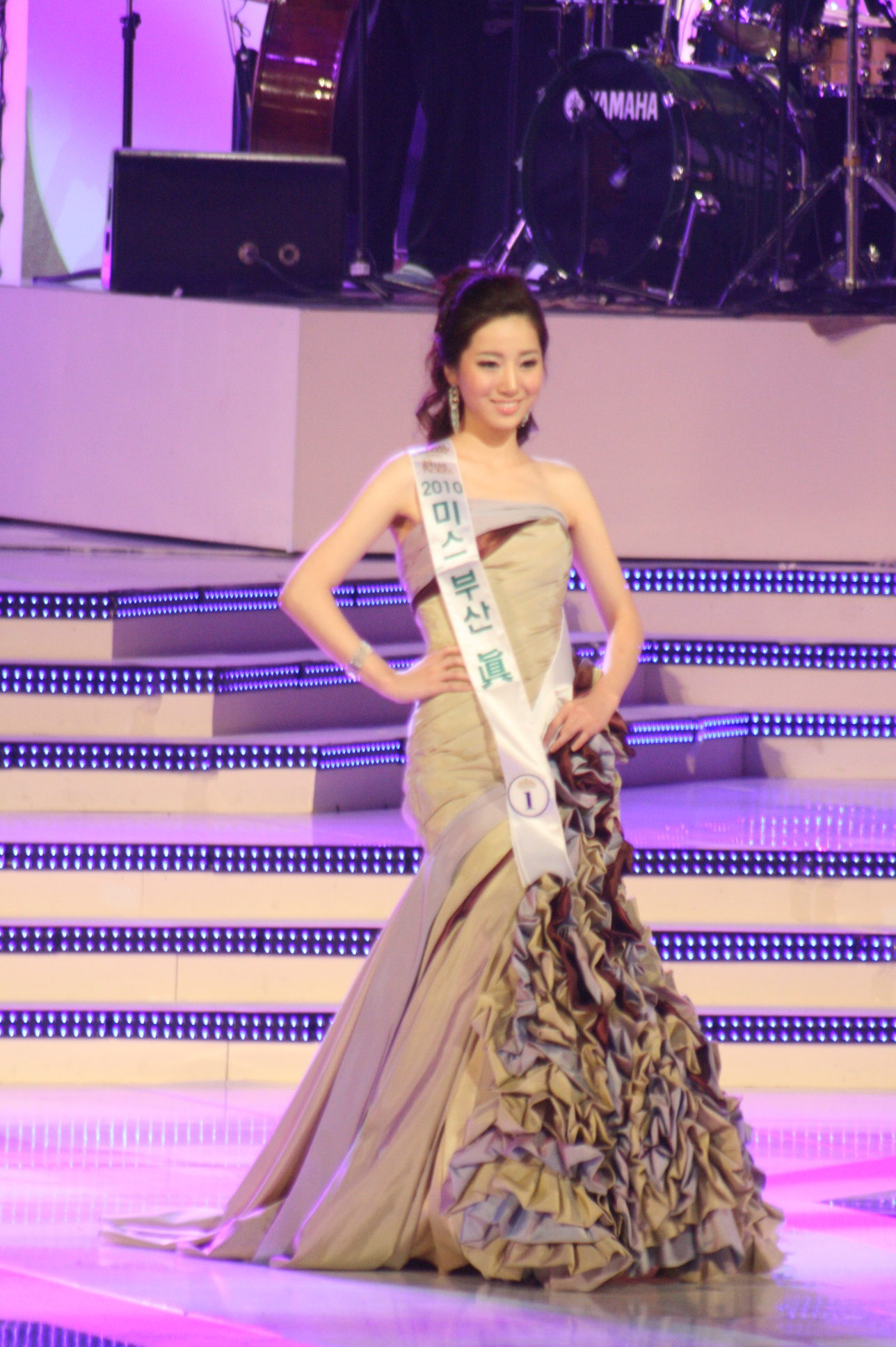
미스 인터내셔널 2010 대회에 대한민국 대표로 출전한 미스코리아 미 고현영.

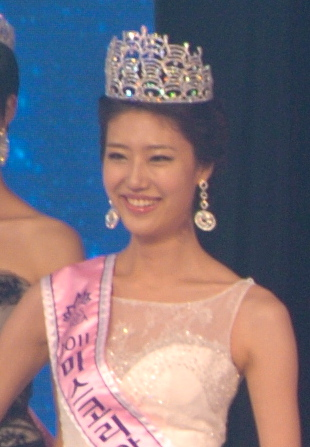
미스 인터내셔널 2011 대회에 대한민국 대표로 출전한 미스코리아 선 김혜선.

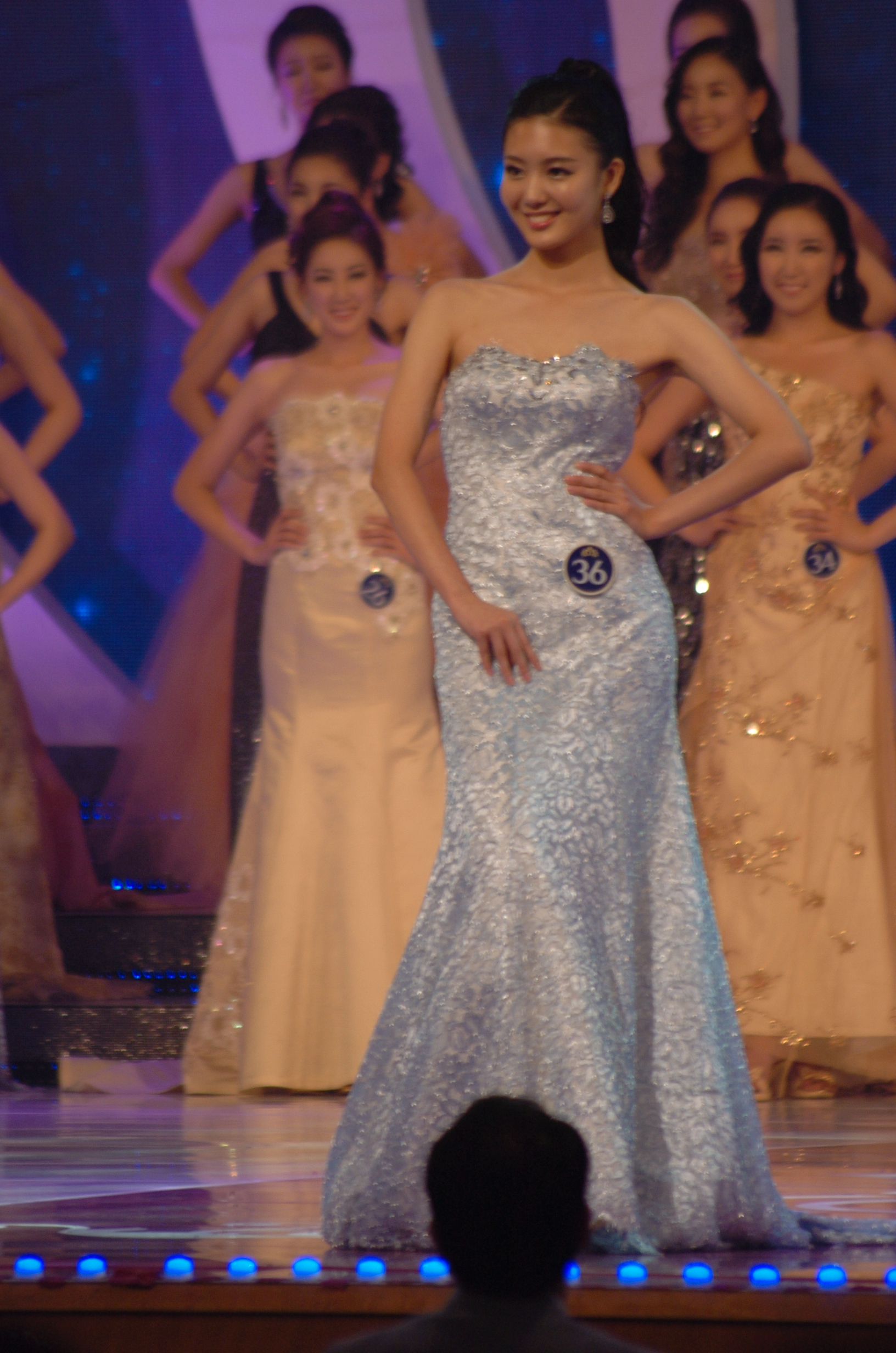
미스 인터내셔널 2012 대회에 대한민국 대표로 출전한 미스코리아 선 이정빈.

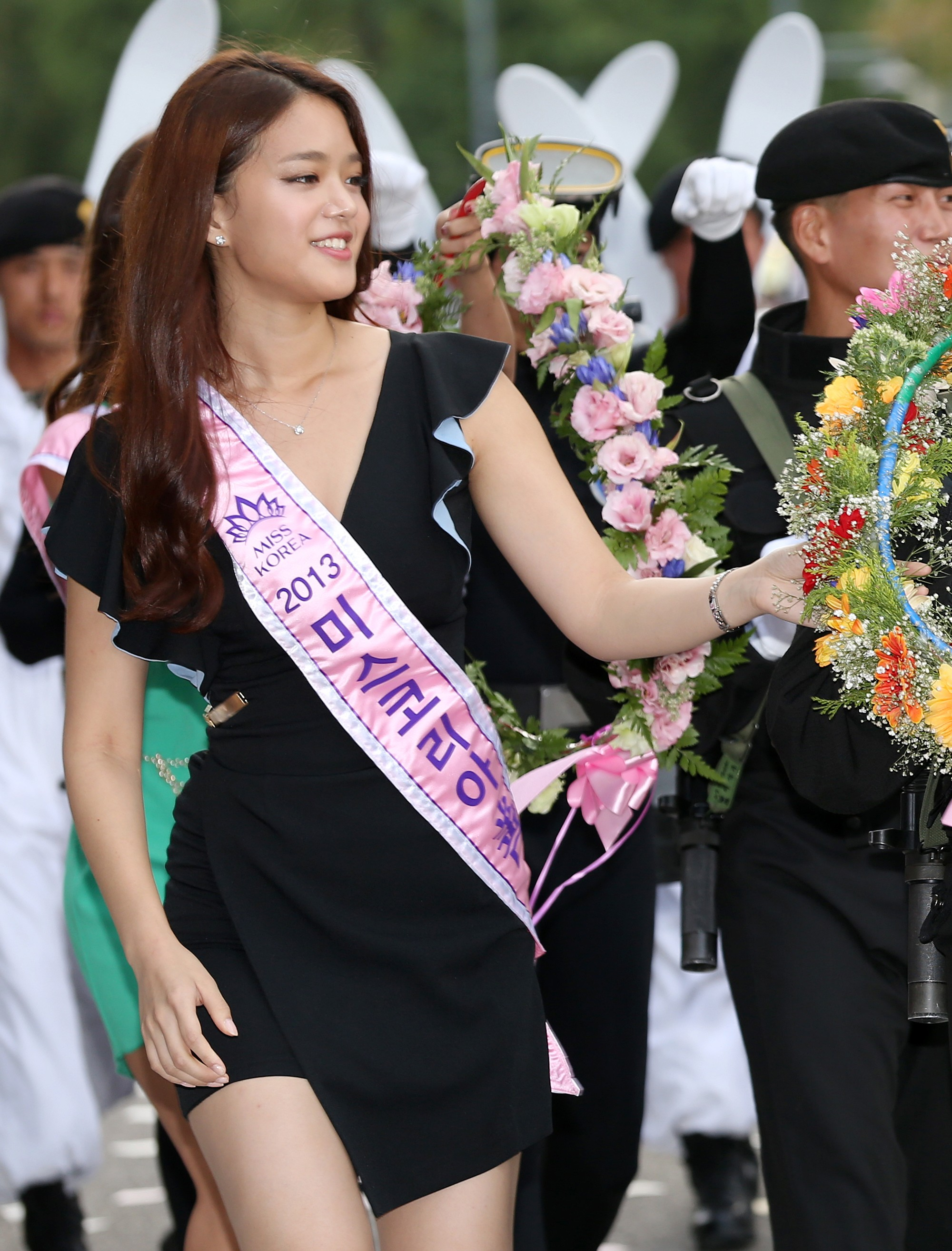
미스 인터내셔널 2013 대회에 대한민국 대표로 출전한 미스코리아 선 한지은.

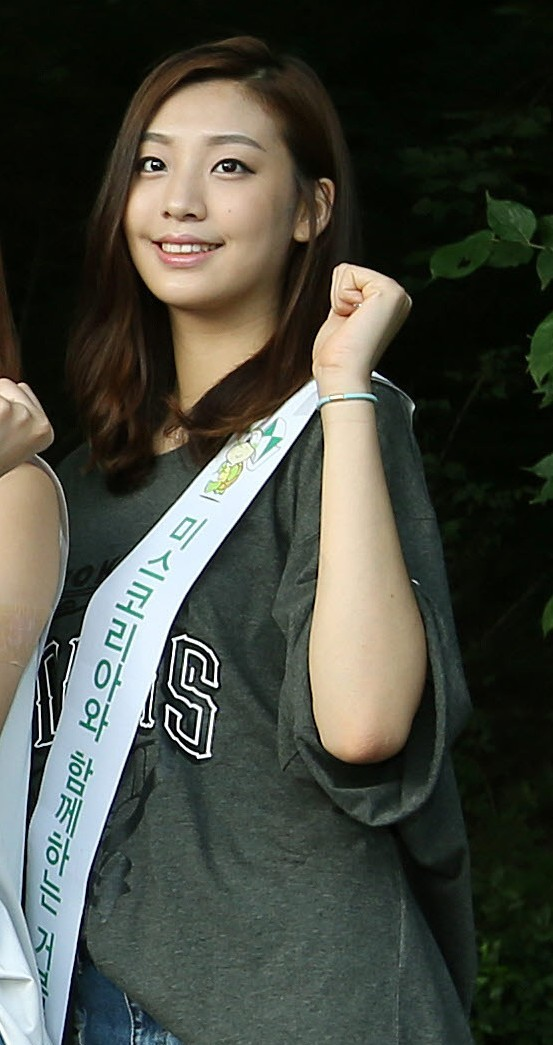
미스 인터내셔널 2014 대회에 대한민국 대표로 출전한 미스코리아 선 이서빈.

| 연도        | 이름                     | 출전자격                     | 수상                        |
| ----------- | ------------------------ | ---------------------------- | --------------------------- |
| 1960        | 김정자                   | 미스코리아 선(善)            |                             |
| 1961        | 이옥자                   | 미스코리아 선(善)            |                             |
| 1962        | 손양자                   | 미스코리아 선(善)            |                             |
| 1963        | 최유미                   | 미스코리아 선(善)            | 5위                         |
| 1964        | 이혜진                   | 미스코리아 선(善)            | Top 15                      |
| 1965        | 김민진                   | 미스코리아 선(善)            | Top 15                      |
| 1966        | 미개최                   | 미개최                       | 미개최                      |
| 1967        | 진현수                   | 미스코리아 선(善)            |                             |
| 1968        | 김희자                   | 미스코리아 선(善)            | Top 15                      |
| 1969        | 김유경                   | 미스코리아 선(善)            |                             |
| 1970        | 김인숙                   | 미스코리아 선(善)            |                             |
| 1971        | 최숙애                   | 미스코리아 선(善)            |                             |
| 1972        | 서윤희                   | 미스코리아 선(善)            |                             |
| 1973        | 김매자                   | 미스코리아 선(善)            |                             |
| 1974        | 강영숙                   | 미스코리아 숙(淑)            | Top 15                      |
| 1975        | 이형목                   | 미스코리아 미(美)            | Top 15                      |
| 1976        | 한영애                   | 미스코리아 선(善)            |                             |
| 1977        | 신병옥                   | 미스코리아 미(美)            |                             |
| 1978        | 채정숙                   | 미스코리아 선(善)            |                             |
| 1979        | 김진선                   | 미스코리아 미(美)            |                             |
| 1980        | 정나영                   | 미스코리아 태평양            |                             |
| 1981        | 박현주                   | 미스코리아 한국일보          |                             |
| 1982        | 정애희                   | 미스코리아 한국일보          |                             |
| 1983        | 정영순                   | 미스코리아 보령              | Top 15 & 최고의 민족 의상상 |
| 1984        | 김경리                   | 미스코리아 선(善)            |                             |
| 1985        | 장시화                   | 미스코리아 1984년 미(美)     |                             |
| 1986        | 김윤정                   | 미스코리아 1985년 미(美)     |                             |
| 1987        | 정화선                   | 미스코리아 1986년 선(善)     |                             |
| 1988        | 이윤희                   | 미스코리아 1987년 태평양     | Top 15                      |
| 1989        | 김희정                   | 미스코리아 1988년 미(美)     | Top 15 & 최고의 민족 의상상 |
| 1990        | 신소령                   | 미스코리아 1989년 태평양     |                             |
| 1991        | 권정주                   | 미스코리아 1990년 엘칸토     | Top 15                      |
| 1992        | 염정아                   | 미스코리아 1991년 선(善)     | 3위                         |
| 1993        | 장은영                   | 미스코리아 1992년 선(善)     | Top 15                      |
| 1994        | 성현아                   | 미스코리아 미(美)            | Top 15 & 미스 포토제닉      |
| 1995        | 이유리                   | 미스코리아 1994년 선(善)     | [Top 15                     |
| 1996        | 김정화                   | 미스코리아 1995년 선(善)     | Top 15 & 미스 포토제닉      |
| 1997        | 김양희                   | 미스코리아 1996년 선(善)     | Top 15                      |
| 1998        | 조혜영                   | 미스코리아 1997년 선(善)     | Top 15                      |
| 1999        | 이재원                   | 미스코리아 1998년 선(善)     |                             |
| 2000        | 손태영                   | 미스코리아 미(美) 금강산     | 2위 & 미스 포토제닉         |
| 2001        | 백명희                   | 미스코리아 미(美) 토토       | Top 15 & 최고의 민족 의상상 |
| 2002        | 기윤주                   | 미스코리아 미(美) 메르삐     | Top 12 & 최고의 민족 의상상 |
| 2003        | 신지수                   | 미스코리아 선(善) 피스컵     | Top 12                      |
| 2004        | 김인하                   | 미스코리아 미(美)            | Top 15                      |
| 2005        | 이경은                   | 미스코리아 선(善)            |                             |
| 2006        | 장윤서                   | 미스코리아 선(善)            | 3위 & 미스 아루제           |
| 2007        | 박가원                   | 미스코리아 선(善)            | Top 15                      |
| 2008        | 김민정                   | 미스코리아 선(善)            |                             |
| 2009        | 서은미                   | 미스코리아 선(善)            | 2위 & 미스 포토제닉         |
| 2010        | 고현영                   | 미스코리아 미(美) 유니온그룹 | Top 15                      |
| 2011        | 김혜선                   | 미스코리아 선(善)            |                             |
| 2012        | 이정빈                   | 미스코리아 선(善)            |                             |
| 2013        | 한지은                   | 미스코리아 선(善)            |                             |
| 2014        | 이서빈                   | 미스코리아 선(善)            |                             |
| 2015        | 박아름                   | 미스코리아 미(美)            | 아시아상                    |
| 2016        | 김민정                   | 미스코리아 미(美)            |                             |
| 2017        | 남승우                   | 미스코리아 미(美)            | 아시아상                    |
| 2018        | 서예진                   | 미스코리아 선(善)            |                             |
| 2019        | 미출전                   | 미출전                       | 미출전                      |
| 2020 ~ 2021 | 미개최 (코로나19 범유행) | 미개최 (코로나19 범유행)     | 미개최 (코로나19 범유행)    |
| 2022        | 김수진                   | 미스코리아 선(善)            |                             |
| 2023        | 정보빈                   | 미스코리아 미(美)            |                             |
| 2024        | 정규리                   | 미스코리아 선(善)            |                             |
| 2025        | 김지후                   | 2025 미스 인터내셔널 코리아  | TBA                         |

## 같이 보기
- 미스 유니버스
- 미스 월드
- 미스 어스
- 미스 수프라내셔널
- 미스 그랜드 인터내셔널
- 미스 인터콘티넨탈
- 미스 아시아 퍼시픽 인터내셔널
- 미스 투어리즘 퀸 인터내셔널
- 페이스 오브 뷰티 인터내셔널
- 미스 그랜드 코리아
- 미스 코리아
- 미스 참 인터내셔널
- 미스터 월드
- 미스터 인터내셔널
- 세종대왕 소헌왕후 선발대회